# Napoleon Szuniewicz
Napoleon Szuniewicz, we francuskich publikacjach znany pod nazwiskiem Szuniewiez (ur. 14 sierpnia 1812 w zaścianku Pukiance koło Oszmiany, zm. 19 czerwca 1884 w Châteauroux) – oficer powstania listopadowego odznaczony Krzyżem Złotym Orderu Virtuti Militari, działacz Towarzystwa Demokratycznego Polskiego w Paryżu.

## Biografia
Napoleon Szuniewicz studiował matematykę na Uniwersytecie Wileńskim. Znalazł się w grupie dziesięciu Polaków, którzy wiosną 1831 roku wzniecili powstanie w Oszmianie. Rozruchy rozpoczęły się od zatrzymania dowódcy oddziału rosyjskiego stacjonującego w mieście. Szuniewicz ujął oficera i obronił się przed próbującymi odbić dowódcę czterema żołnierzami, raniąc przy tym jednego wyrwanym mu z ręki pałaszem. Następnego dnia powstańcy uwolnili oficera w zamian za broń rosyjskiego oddziału. W kolejnych miesiącach Napoleon Szuniewicz dowodził kompanią piechoty. Służył w stopniu porucznika w 16 Pułku Piechoty Liniowej. Został odznaczony Złotym Krzyżem Virtuti Militari (IV klasy) z rąk gen. Jana Z. Skrzyneckiego. W pierwszych dniach sierpnia 1831 roku reprezentował obywateli powiatu oszmiańskiego na Sejmie, który obradował w Warszawie. Po upadku powstania wyemigrował do Francji chcąc uniknąć represji władz carskich. Ocalił wolność lecz jego majątek na Wileńszczyźnie został skonfiskowany.
Na emigracji podawał inne daty urodzenia (10-02-1810, Oszmiana, bądź 29-01-1812, Janiszki). Początkowo mieszkał w Lunel, gdzie zakwaterowano kilkuset polskich oficerów i żołnierzy pierwotnie mieszkających Awinion. Następnie przeniósł się do miasta (gminy) Agen w regionie Nowa Akwitania. W latach czterdziestych mieszkał w Paryżu przy placu Copeau pod nr 4 (1840), a później przy Saint-Dominique (1846). W latach 1835–1837 był słuchaczem  paryskiej L'Ecole Royale Polytechnique. Po zakończeniu nauki objął stanowisko konduktora dróg i mostów. Zajmował się realizacją projektów inżynierskich. Nadzorował m.in. budowę dwudziestokilku kilometrowego odcinka trasy kolejowej w departamencie Mayenne. Jako urzędnik państwowy w 1857 roku został awansowany do kl. III. Pracował jeszcze w 1871 roku, mając 64 lata. W wielu francuskich opracowaniach wymieniany pod nazwiskiem Szuniewiez.
Napoleon Szuniewicz działał w Komitecie Narodowym Polskim, a od 1832 roku w Towarzystwie Demokratycznym Polskim w Paryżu. Był sekretarzem Komisji Pomocniczej (Administracyjnej), głównym kasjerem Towarzystwa Demokratycznego i redaktorem „Wywodu Słownego Rozpraw i Aktów Publicznych Emigracji Polskiej”, wychodzącego w Paryżu w latach 1843-46.
Zmarł jako kawaler w swoim domu w Châteauroux (departament Indre), w dn. 19 czerwca 1884 roku.

## Rodzina
Napoleon Piotr urodził się w zaścianku Pukiance koło Janiszek, w szlacheckiej rodzinie rotmistrza powiatu oszmiańskiego Dionizego Szuniewicza herbu Łada i jego żony Rozalii z Paszkiewiczów. Miał dwóch starszych braci: Ignacego, który został lekarzem – doktorem nauk medycznych i Ambrożego (1810-1874), który biorąc przykład z Napoleona wziął udział w powstaniu listopadowym (był podporucznikiem), a po jego upadku wyemigrował do Francji. Tam wspólnie należeli do  Towarzystwa Demokratycznego Polskiego w Paryżu.